# 谢红星
谢红星（1966年3月1日—），男，汉族，湖北汉川人，中华人民共和国政治人物，中国共产党党员，武汉大学商学院在职政治经济学博士，曾任武汉大学党委常委，长江大学校长、党委副书记。现湖北大学党委副书记、校长。

## 生平
1966年3月1日生于湖北省汉川市。1983年9月至1987年6月，就读于武汉大学历史学系。1987年1月加入中国共产党。
2001年9月始，在武汉大学商学院在职攻读政治经济学博士学位。
2007年7月至2009年7月，在广西自治区梧州市挂职，任中共梧州市委常委、副市长。
2010年2月，任武汉大学党委常委、副校长。
2014年6月12日，任长江大学校长、党委副书记。
2018年12月25日，任湖北大学党委副书记、校长。

## 学术研究
谢红星的主要研究领域为高等教育管理、经济体制改革以及区域经济学。